# 타마라 투니
타마라 투니(Tamara Tunie, 1959년 3월 14일 ~ )는 미국의 배우, 감독, 프로듀서이다.

## 출연 작품
- 대체불가 당신 (2018)
- 레드 로드 시즌2 (2015)
- 레드 로드 시즌1 (2014)
- 폴 투 라이즈 (2014)
- 캡틴 블랙아웃 (2013)
- Missed Connections (2012)
- 플라이트 (2012)
- 씨 유 인 셉템버 (2010)
- 케이브맨 (2001)
- 24 시즌1 (2001)
- Law & Order : 성범죄전담반 1 (1999)
- 스네이크 아이 (1998)
- 이브의 시선 (1997)
- 데블스 에드버킷 (1997)
- 피스메이커 (1997)
- 시티 홀 (1996)
- 떠오르는 태양 (1993)
- 야망의 브로드웨이 (1989)
- 호텔 로레인 (1987)
- 월 스트리트 (1987)
- 애즈 더 월드 턴즈 (1956)